# Cocooning
Cocooning (em inglês, literalmente, "encasulamento") é o nome dado a uma tendência que se vem observando nas últimas décadas em grau mais acentuado: a menor socialização dos indivíduos, que faz com que estes passem mais tempo recolhidos à casa. O termo, cunhado na década de 1990 pela consultoria de marketing Faith Popcorn, foi popularizado com o advento da internet e de novas tendências tecnológicas, que propiciaram o ambiente ideal para o cocooning, ao trazer para a casa o cinema (home theatres), a comunicação (computadores domésticos, PDAs, telefones celulares) e a possibilidade de se trabalhar em casa.
Pode-se considerar que condomínios fechados dotados de áreas comerciais sejam uma extensão do cocooning, ao procurarem concentrar em um pequeno espaço tudo aquilo que uma pessoa teoricamente necessita; indo mais além,  os shopping centres podem ser considerados a raiz do cocooning. Mais recentemente, também o mundo da moda abraçou a onda, traduzida em uma tendência que concilia aconchego e praticidade às cores e formas em evidência.